# Issoudun-Létrieix
Issoudun-Létrieix település Franciaországban, Creuse megyében. Lakosainak száma 292 fő (2022. január 1.). Issoudun-Létrieix Chénérailles, Peyrat-la-Nonière, Puy-Malsignat, Saint-Chabrais, Saint-Martial-le-Mont, Saint-Médard-la-Rochette és Saint-Pardoux-les-Cards községekkel határos.

## Népesség
A település népességének változása:
| Lakosok száma | 452  | 341  | 287  | 295  | 306  | 302  | 299  | 298  | 295  | 292  |
|               | 1968 | 1982 | 1990 | 2006 | 2013 | 2015 | 2017 | 2019 | 2020 | 2022 |